# シモニア

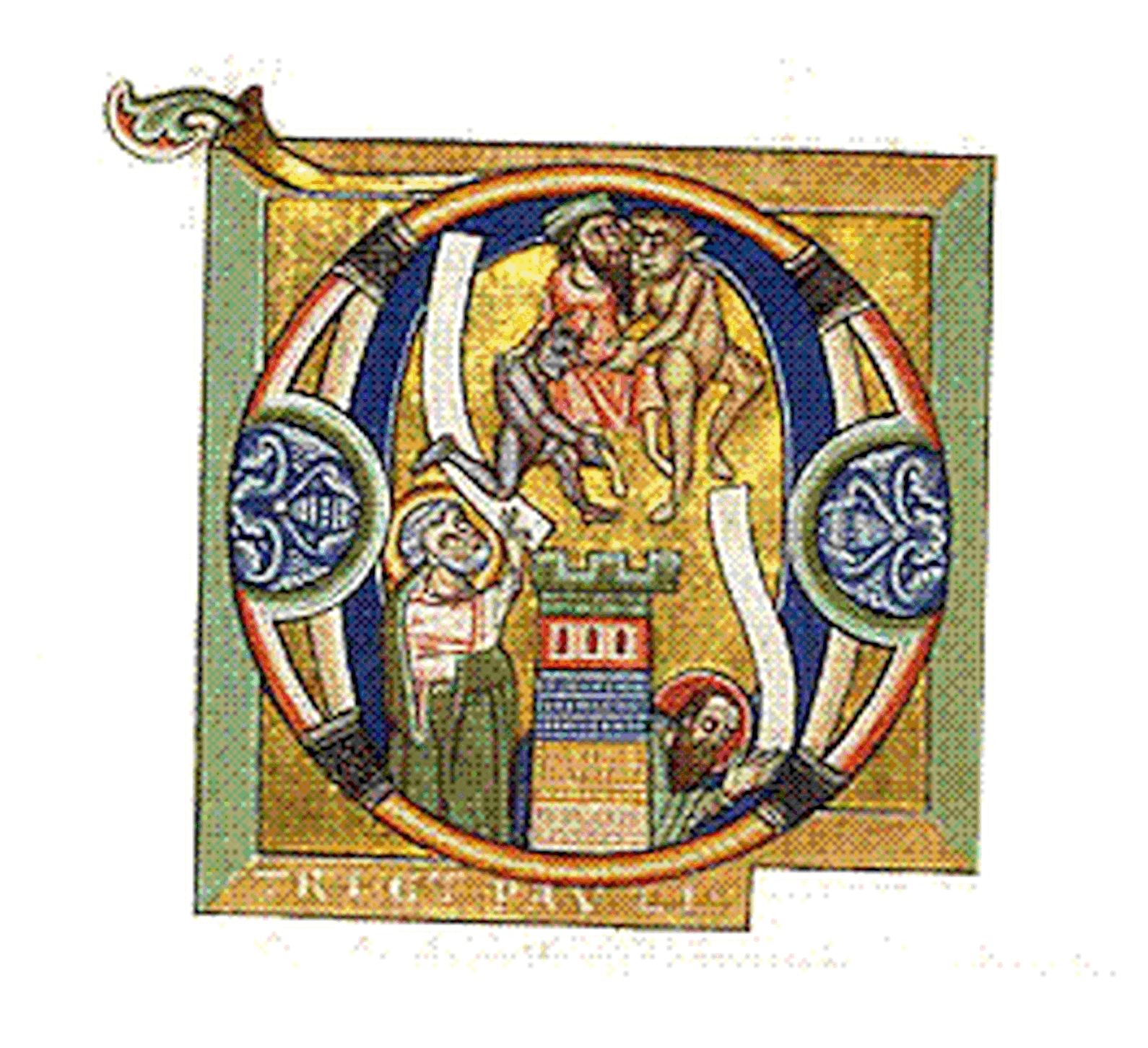
『シモンの堕落』（1170年作）

シモニア（英: Simony、羅: Simonia）ないし聖職売買（せいしょくばいばい）は、金銭など対価を以て聖職者の位階や霊的な事物を故意に取引すること。

## 語源
この用語は、聖霊の力を得るため使徒ペテロやヨハネへ金銭の供与を申し出た人物である魔術師シモン（シモン・マグス）の名に由来する（使徒行伝8:18-24）。

## 定義
中世盛期の神学者トマス・アクィナス（1225年頃 - 1274年）はシモニアについて「霊的なもの、または霊的なものと一体化しているものを故意に売買すること」と規定した。
具体的には、聖務職・秘跡・教会裁治権といった霊的なもの、聖職禄といった霊的なものと不可分なもの、聖別した事物といった霊的なものが実体化したものを、金銭・推薦・力添え・口添えなどといった世俗的な利益で以て故意に交換しようとする意思や行為をシモニアの罪として規定している。また、聖遺物の交換や、聖遺物の容器の取引もまたシモニアと規定される。
シモニアの分類として、対価の種類により
- 物品の授受（munus a manu） - 金銭・動産・不動産など有体資産を得ること
- 便宜や好意の供与（munus a lingua） - 口頭により賞与や許認可を表現すること
- 隷属的奉仕または尽力（munus a obsequio） - 卑屈・過度に奉仕を行うこと

と分けることもされる。
なお、シモニアの日本語の訳語は「聖職売買」とされているが、必ずしも「聖職」の「（金銭による）売買」に限定されるものではない。ローマ教皇ウルバヌス2世が『聖職売買』を禁止した。

## 歴史
4世紀初頭の頃にはキリスト教会に富と権力が集中するようになり、そのことから聖職位や秘跡が所望されるようになる。すでにローマ皇帝ガレリウス治世下の306年に行われたエルビラ教会会議において、洗礼に際しての金銭授受が禁止される。451年のカルケドン公会議において、霊的祝福に対する金銭の授受の禁止が確認される。
教皇グレゴリウス1世（在位590年 - 604年）はシモニアを異端と規定し、シモニアを行った聖職者の地位を剥奪するのみならず破門とさえした。また祝福や埋葬、修道院への受け入れに先立つ金銭授受についてもシモニアとした。
787年の第2ニカイア公会議の第5条においては、魔術師シモンの名を以て金銭の授受を強く断罪。
メロヴィング朝（481年 - 751年）やカロリング朝（751年 - 987年）の治世にもシモニア禁令が繰り返し発布された。ただし当時の私有教会制の敷衍などからして、実体としてやむを得ない面があったことは否めないと考えられる。
910年に創設されたクリュニー修道院に端を発するクリュニー会は、国王や伯などの世俗権力や世俗権力同等の司教からの独立を「教皇の直接保護（Libertas Romana）」で以て進め、ロマンス語圏を中心に聖俗両界から支持された。
グレゴリウス改革へと至る叙任権闘争の過程で、シモニアの規定もまた明確かつ厳密になってゆくこととなる。
11世紀初頭ヴォルムスのブルクハルト（965年 - 1025年）が教会法を集成、教会法の実体との乖離を示した。これからシモニアは涜聖と認識されるようになる。シモニアによる聖職位取得が許されないのみならず、シモニアによって地位を取得した聖職者から与えられた秘跡を無効とするようにさえなった。この意見に対してペトルス・ダミアニはアウグスティヌスの教説に基づき、一度おこなわれた秘跡は有効であると主張した（事効性(ex opera operato)の優位）。ただしダミアニは、本来は正しき聖職者によって秘跡が行われるべきだとも述べており、またシモニアや聖職者の帯妻について終生批判を繰り返している。一方マルムティエのフンベルトゥスや教皇レオ9世は、秘跡を行った人物の資質を重視（人効性(ex opera operantis)の優位）。フンベルトゥスは1058年に、秘跡の対価として金銭を授受することのみならず、俗人による叙任をも非難している。
1046年、神聖ローマ皇帝ハインリヒ3世はストリにて教会会議を開催。教皇であると主張し鼎立していたベネディクトゥス9世・シルウェステル3世・グレゴリウス6世を廃位させ、クレメンス2世を即位させた。中でもグレゴリウス6世については金銭で教皇座を得たシモニアであると非難。またクレメンス2世以降、教皇使節がシモニアを理由として地方聖職者らを告訴・廃位させるようにもなった。
1059年に発布された教令により教皇選挙が確立。教皇就任の俗人からの影響が排される端緒を開いた。
そして1073年にグレゴリウス7世が教皇に就任（在位1073年 - 1085年）。シモニアの発生要因であった俗人による聖職叙任を徹底的に禁止した。この流れは1122年のヴォルムス協約にて結実することとなる。ただし、それ以降もシモニア行為が消滅することはなく、教皇インノケンティウス3世（在位1198年 - 1216年）が1215年に開催した第4ラテラン公会議においても非難されることとなる。
それでもシモニア行為は行われた。14世紀にダンテは『神曲地獄篇』の中で、沽聖者は第8圏・悪意者の地獄（第3の嚢）に堕ちるとしている。そこには教皇ニコラウス3世が逆さまにされ足の裏に炎が点された姿が描かれ、ダンテと同時代の教皇ボニファティウス8世とクレメンス5世が同じ罪で地獄に堕ちるであろうと予言させている。シモニアに対する非難はマキャヴェッリやエラスムスらも行っている。
14世紀にはまた新たに聖職禄取得納金（annatae）や聖職候補者納金（provisores）という形でのシモニアが横行した。そして16世紀に大規模に乱発された贖宥状は、金銭で秘跡を売買することからシモニアであると見做された。これらの状況に対して、ウィクリフ、フス、そしてルターらが批判を行い、宗教改革の流れへと至ることになる。
イングランド国教会は、1559年に制定した統一法（国教会法）の中で、聖職者の任命式においてシモニアでないことを誓約するよう定めている。現在においても国教会ではシモニアは罪であると規定されており、発覚すれば、王権により職位が剥奪され、将来にわたって聖職に就くことが禁じられるとともに、100ポンドの罰金が科せられる。

## 現代のシモニア
第264代ローマ教皇ヨハネ・パウロ2世は1996年2月22日に発布した使徒憲章『使徒座空位と教皇選挙に関して（UNIVERSI DOMINICI GREGIS）』において、「教皇選挙においてシモニアの罪が犯されたならば、関与した人間すべてを伴事的破門に処す」と述べ、選挙の公正性を求めている。